# Samuel Dexter
Samuel Dexter (ur. 14 maja 1761 w Bostonie, zm. 4 maja 1816 w Athens w stanie Nowy Jork) – amerykański prawnik i polityk z Massachusetts.
W 1781 roku ukończył studia na Uniwersytecie Harvarda. Następnie studiował prawo u Levi’ego Lincolna, przyszłego prokuratora generalnego Stanów Zjednoczonych. W 1784 roku został przyjęty do palestry.
W latach 1793–1795 podczas trzeciej kadencji Kongresu Stanów Zjednoczonych reprezentował pierwszy okręg wyborczy w stanie Massachusetts w Izbie Reprezentantów Stanów Zjednoczonych.
Podczas szóstej kadencji Kongresu Stanów Zjednoczonych w latach 1799–1800 zasiadał z ramienia Partii Federalistycznej w Senacie Stanów Zjednoczonych jako przedstawiciel stanu Massachusetts. W 1799 roku napisał laudację z okazji śmierci pierwszego prezydenta Stanów Zjednoczonych, George’a Washingtona.
W maju 1800 roku opuścił senat, aby objąć funkcję sekretarza wojny Stanów Zjednoczonych zaoferowaną mu przez prezydenta Johna Adamsa.
W 1801 roku pełnił funkcję sekretarza skarbu Stanów Zjednoczonych pierwotnie w gabinecie prezydenta Johna Adamsa, a następnie Thomasa Jeffersona.
W 1816 roku nieskutecznie ubiegał się o fotel gubernatora stanu Massachusetts.